# Pangandaran (regentschap)
Pangandaran is een regentschap in de provincie West-Java op het eiland Java.
De tien onderdistricten die Pangandaran vormen waren tot 2012 onderdeel van het regentschap Ciamis. Op 25 oktober van dat jaar werden deze onderdistricten afgesplitst en werd het nieuwe regentschap Pangandaran opgericht.
De bekendste plaats in het regentschap is het gelijknamige dorp Pangandaran, een toeristische strandplaats aan de zuidkust. Ook de strandplaats Batukaras ligt in het regentschap. De hoofdplaats van Pangandaran, waar de overheidsgebouwen zijn gevestigd, is Parigi.
Stadsgemeenten: Bandung · Banjar · Bekasi · Bogor · Cimahi · Cirebon · Depok · Sukabumi · Tasikmalaya

Regentschappen: Bandung · Bekasi · Bogor · Ciamis · Cianjur · Cirebon · Garut · Indramayu · Karawang · Kuningan · Majalengka · Pangandaran · Purwakarta · Subang · Sukabumi · Sumedang · Tasikmalaya · West-Bandung